# 이학래
이학래(李學來, 1938년 12월 26일 ~ )는 대한민국의 체육인으로 전직 유도 선수와 유도 심판이었고 대학 교수를 역임하였다. 현재 한양대학교 명예교수, 대한체육회 고문, 민족통일체육연구원 이사장으로 있다.

## 생애
경기도 양주군 출생으로 1961년 한양대학교 경제학과에 입학한 뒤 유도 선수가 되어 1964년 하계 올림픽에 유도 선수로 참가하였고, 그해 전국종합개인유도선수권에서 개인종합 우승을 차지하였다. 이듬해인 1965년 이탈리아로 건너가 유도 사범이 되었고, 1967년부터 1970년까지 프랑스 유도 국가대표팀 코치를 지냈고, 한국으로 돌아와 1972년 하계 올림픽에서 유도 코치를 맡았다. 1975년 국제유도심판이 되었다. 1976년 하계 올림픽부터는 올림픽 유도 심판으로도 활동하였다.
1981년 한국체육학회 부회장, 1984년 한양대학교 체육대학 학장을 차례로 역임하였다. 1986년 국무총리 표창과 1987년 대통령 표창을 차례로 받고 그 해 대한민국 체육상을 받았다. 1988년 하계 올림픽에서는 유도 심판으로 심판 대표 선서를 했고, 1990년 아시안 게임에서는 선수단 남자 감독을 맡았다.
남북한 체육 교류에도 참여하여 1989년 남북체육회담에 참가하였고, 1990년 남북통일축구대회 고문으로 참여하였다. 그 해 체육훈장 백마장을 받았다.
1993년부터 대한체육회 이사를 맡았고, 2002년부터 3년간 대한체육회 부회장이 되었다. 2000년 하계 올림픽 대한민국 선수단 총감독을 맡기도 했다.

## 저서
- 한국근대체육사연구 (1990)
- 한국유도발달사 (1990)
- 현대사회와 스포츠 (1998) ISBN 8985541358
- 스포츠와 인간승리 (1998) ISBN 8985541307
- 북한의 체육 (2004) ISBN 8953420466
- 한국현대체육사 (2008) ISBN 9788970923888

## 같이 보기
- 1988년 하계 올림픽